# 1974 год в спорте
Список 1974 год в спорте описывает спортивные события, произошедшие в 1974 году.

## СССР
- Чемпионат СССР по боксу 1974;
- Чемпионат СССР по вольной борьбе 1974;
- Чемпионат СССР по классической борьбе 1974;
- Чемпионат СССР по лёгкой атлетике 1974;
- Чемпионат СССР по самбо 1974;
- Чемпионат СССР по русским шашкам 1974;
- Чемпионат СССР по хоккею с мячом 1973/1974;
- Чемпионат СССР по современному пятиборью 1974;
- Создан баскетбольный клуб «Университет-Югра»;

### Волейбол
- Чемпионат СССР по волейболу среди женщин 1974;
- Чемпионат СССР по волейболу среди мужчин 1974;

### Футбол
- Кубок СССР по футболу 1974;
- Чемпионат СССР по футболу 1974;
- Созданы клубы:
  - «Вайнах»;
  - «Орбита» (Минск);
  - «Шяуляй»;

### Хоккей с шайбой
- Кубок СССР по хоккею с шайбой 1974;
- Чемпионат СССР по хоккею с шайбой 1973/1974;
- Чемпионат СССР по хоккею с шайбой 1974/1975;

### Шахматы
- Чемпионат СССР по шахматам 1974;

## Международные события
- Летние Азиатские игры 1974;
- Чемпионат Европы по фигурному катанию 1974;
- Чемпионат Европы по международным шашкам среди мужчин 1974;

### Чемпионаты мира
- Чемпионат мира по биатлону 1974;
- Чемпионат мира по конькобежному спорту в классическом многоборье 1974;
- Чемпионат мира по конькобежному спорту в классическом многоборье среди женщин 1974;
- Чемпионат мира по лыжным видам спорта 1974;
- Чемпионат мира по международным шашкам среди женщин 1974;
- Чемпионат мира по снукеру 1974;
- Чемпионат мира по стрельбе 1974;
- Чемпионат мира по фигурному катанию 1974;
- Чемпионат мира по современному пятиборью 1974

### Баскетбол
- Кубок чемпионов ФИБА 1973/1974;
- Кубок чемпионов ФИБА 1974/1975;

### Волейбол
- Кубок европейских чемпионов по волейболу среди женщин 1974/1975;
- Чемпионат мира по волейболу среди женщин 1974;
- Чемпионат мира по волейболу среди мужчин 1974;

### Футбол
- Матчи сборной СССР по футболу 1974;
- Кубок европейских чемпионов 1973/1974;
- Кубок европейских чемпионов 1974/1975;
- Кубок Либертадорес 1974;
- Кубок обладателей кубков УЕФА 1974/1975;
- Кубок чемпионов КОНКАКАФ 1974;
- Кубок обладателей кубков УЕФА 1973/1974;
- Кубок обладателей кубков УЕФА 1974/1975;
- Международный футбольный кубок 1974;
- Финал Кубка европейских чемпионов 1974;
- Финал Кубка обладателей кубков УЕФА 1974;
- Футбольные клубы СССР в еврокубках сезона 1973/1974;
- Футбольные клубы СССР в еврокубках сезона 1974/1975;

#### Чемпионат мира по футболу 1974
- Adidas Telstar;

Эмблема чемпионат мира по футболу 1974 года

- Финал чемпионата мира по футболу 1974;
- Чемпионат мира по футболу 1974;
- Чемпионат мира по футболу 1974 (отборочный турнир, АФК и ОФК);
- Чемпионат мира по футболу 1974 (отборочный турнир, КАФ);
- Чемпионат мира по футболу 1974 (отборочный турнир, КОНМЕБОЛ);
- Чемпионат мира по футболу 1974 (отборочный турнир, УЕФА);
- Чемпионат мира по футболу 1974 (отборочный турнир);
- Чемпионат мира по футболу 1974 (составы);
- Чемпионат наций КОНКАКАФ 1973;
- Чемпионат наций КОНКАКАФ 1973 (отборочный турнир);

### Хоккей с шайбой
- Суперсерия СССР — Канада (1974);
- Чемпионат мира по хоккею с шайбой 1974;

### Шахматы
- Вейк-ан-Зее 1974;
- Женская шахматная олимпиада 1974;
- Матчи претендентов 1974;
- Матчи претенденток 1974/1975;
- Шахматная олимпиада 1974;

## Персоналии

### Родились
- 18 февраля — Евгений Александрович Кафельников, российский теннисист, олимпийский чемпион (2000)[1]
- 26 февраля — Себастьен Лёб, французский раллийный автогонщик, девятикратный чемпион мира по ралли (2004—2012)[2]
- 4 июля — Денис Владимирович Панкратов, российский пловец, двукратный олимпийский чемпион, чемпион мира, многократный чемпион Европы[3]
- 20 сентября — Карина Борисовна Азнавурян, российская фехтовальщица, двукратная олимпийская чемпионка (2000, 2004), чемпионка мира (2003), чемпионка Европы (2004) и чемпионка России (2005) по фехтованию на шпагах
- 28 сентября — Мария Александровна Киселёва, российская синхронистка, двукратная чемпионка Олимпийских игр, трёхкратная чемпионка мира, девятикратная чемпионка Европы
- 18 ноября — Петтер Сульберг, норвежский раллийный автогонщик, чемпион мира по ралли (2003)

### Скончались
- 20 января — Иван Александрович Кочетков, советский футболист и тренер (род. 1914)
- 21 февраля — Тим Хортон, канадский хоккеист (род. 1930)
- 12 марта — Николай Фёдорович Королёв, советский боксёр, тренер, девятикратный чемпион СССР в тяжёлом весе (род. 1917)
- 14 августа — Павел Александрович Савостьянов, российский и советский спортсмен-универсал (хоккей с мячом, футбол, конькобежный спорт), тренер и судья (род. 1904)
- 13 октября — Анатолий Евгеньевич Кожемякин, советский футболист, нападающий сборной СССР (род. 1953)